# Франк, Йозеф (политик)
Йозеф Франк (чеш. Josef Frank; 15 февраля 1909, Просниц, Австро-Венгрия — 3 декабря 1952, Прага, Чехословакия) — чешский и чехословацкий политик Коммунистической партии Чехословакии и член Национального собрания Чехословакии. Казнен во время политических процессов начала 1950-х годов.

## Биография
С конца 1920-х годов — чиновник в швейной компании Простеёва. С раннего возраста он занимался политикой.
В 1926 году стал членом Союза коммунистической молодежи, а четыре года спустя вступил в коммунистическую партию. В 1930-х годах работал в сателлитных коммунистических организациях (штаб-квартира кооператива Včela, был председателем профсоюза Федерации частных работников).
Во время войны работал в коммунистическом сопротивлении в районе Простеёв, а в 1939—1945 годах он был заключен в концлагерь Бухенвальд.
После войны он занимал многочисленные высокие партийные посты. VIII съезд избрал его членом Центрального комитета Коммунистической партии Чехословакии. IX съезд компартии подтвердил это назначение. С марта 1946 года по январь 1952 года он также был членом президиума ЦК Коммунистической партии (в 1948 году занимал пост члена более узкого комитета ЦК Коммунистической партии). С октября 1945 года по сентябрь 1951 года был сотрудником секретариата ЦК, а с мая 1949 года по сентябрь 1952 года также членом организационного секретариата ЦК. Также с апреля 1946 года по сентябрь 1951 года — заместитель генерального секретаря партии, а с сентября 1951 года по январь 1952 года — секретарь ЦК. Также был депутатом Верховного законодательного собрания. На выборах 1948 года он был избран в Национальное собрание от Коммунистической партии Чехословакии по йиглавскому округу.
Однако его политическая и партийная карьера внезапно прервалась в 1952 году. В марте 1952 года он был освобожден от должности члена Центрального комитета Коммунистической партии, а в мае 1952 года он ушел в отставку с должности заместителя (его сменил Карел Пека).
На основании сфабрикованных обвинений был в 1952 году исключен из КПЧ. Впоследствии он был арестован и приговорен к смертной казни в ходе процесса об антигосударственном заговоре вокруг Рудольфа Сланского и казнен. В 1963 году он был юридически, граждански и партийно реабилитирован. В 1968 году он был посмертно удостоен звания Героя ЧCСР.
Его брат — Эдуард Франк, также представитель коммунистов, который участвовал в реформаторском движении во время Пражской весны, был председателем районного комитета Национального фронта и был членом Чешского национального совета и Палаты наций Федерального собрания.
Другим братом был Витезслав Франк, тоже заседавший в Чешском национальном совете и Федеральном собрании.